# 卡塔尔政治
卡塔尔是一个君主专制的国家，其国家元首和政府首脑为卡塔尔埃米尔。在2003年的卡塔尔宪法公民投票中，卡塔尔成为了君主立宪制国家。根据卡塔尔宪法，伊斯兰教法是卡塔尔立法的主要来源。

## 司法
伊斯兰教法是卡塔尔立法的主要来源和依据。伊斯兰教法适用于有关家庭法、继承和若干犯罪行为（包括通奸、抢劫和谋杀）的法律。例如在伊斯兰教法的家庭法庭中，某些情况下一名女性的证词可值半数，然而在另一些情况下，女性证人的证词则毫无作用。家庭法于2006年才开始编撰并实行。事实上，卡塔尔的法律制度是民法和伊斯兰教法的混合体。
卡塔尔政府使用鞭打作为对酒精消费或非法性关系的惩罚。卡塔尔刑法典第八十八条规定，通奸的处罚是100鞭。当一名穆斯林妇女和一名非穆斯林男子通奸时，对于其惩罚则上升到死刑的高度。2006年，一名菲律宾女子因为通奸被判处100鞭。2010年，至少有18人（大多是外国人）因涉及“非法性关系”或酒精消费的罪行被判鞭打40至100鞭。而在2011年则至少有21人因涉及“非法性关系”或酒精消费的罪行被判处30至100鞭。2012年，六名外派人员被判鞭打40或100鞭。2013年4月，一名穆斯林外籍人士酒精消费的罪行被判处40鞭。只有穆斯林考虑到医学上身体素质合适的人才会下达这样的判决。由于罕百里学派对伊斯兰教法的解释，在卡塔尔被司法体罚是司空见惯的事了。
事实上，酒精消费是部分合法的，一些五星级豪华酒店被允许向非穆斯林客户出售酒精。穆斯林不允许在卡塔尔消费酒精，穆斯林若因饮酒被捕，可能遭到鞭打或驱逐出境。非穆斯林外派人士可以获得许可证以购买个人消费的酒精。卡塔尔分销公司（卡塔尔航空公司的子公司）被允许进口酒精和猪肉——它是该国唯一一家经营酒类的商店，也向持证人出售猪肉。卡塔尔官员也表示愿意在2022年世界杯足球赛的 “粉丝区”中提供酒精。直到最近，卡塔尔之珠 的餐馆被允许卖酒，但其后却被告知禁止卖酒，没有任何司法解释。关于这个原因的猜测包括政府在国家首次选举皇家咨询机构之前制造更加虔诚的穆斯林形象，以及政府与度假村开发商之间的财务争议的传言。
石刑也是卡塔尔的法律惩罚之一。叛教则会处以该类惩罚，而亵渎是仅仅是七年以上十年以下的监禁处罚。同性恋也是死刑可以惩罚的罪行。
截止到2014年，卡塔尔刑法典的某些规定允许诸如鞭打和石刑等作为刑事制裁。被联合国禁止酷刑委员会发现，这些行为均构成对联合国禁止酷刑公约规定的义务违约。卡塔尔解释之所以保留死刑，主要是应对国家安全的威胁。

## 行政
自1971年卡塔尔宣布独立后，阿勒萨尼家族掌握了国家政权。国家元首为埃米尔并世袭。政治上，卡塔尔正在从传统社会演变成现代福利国家。1970年颁布的卡塔尔基本法（Basic Law of Qatar）将扎根于卡塔尔的保守伊斯兰教法及当地习俗制度化，并赋予了埃米尔极大的权力。埃米尔的作用继续受到咨询传统的影响，通过协商的规则和公民可直接上访至埃米尔的权利。埃米尔虽然能直接对任何人负责，但不能触犯伊斯兰教法。在实际操作中，还必须考虑到知名人士和宗教人士的意见。他们的立场突显在已经制度化的咨询委员会（Advisory Council）上——这是一个协调埃米尔制定政策的机构。
1972年2月，继承人及首相哈利法·本·哈马德·阿勒萨尼废黜他的表弟哈迈德·本·阿里·阿勒萨尼掌握了政权。这一举动得到了阿拉伯世界的主要国家的支持，没有发生暴力或政治动乱的迹象。
1995年6月27日，继承人哈迈德·本·哈利法·阿勒萨尼通过发动宫廷政变废黜了他的父亲而继位，后埃米尔·哈马德和他的父亲在1996年和解。他的一些列改革也使新闻自由度也逐渐增加，位于卡塔尔的半岛电视台（成立于1996年）被广泛认为是阿拉伯国家未经审查的消息来源的例子。然而，该电视台却遭到了许多阿拉伯国家政府的消极反应。
2013年6月25日，塔米姆·本·哈迈德·阿勒萨尼在他的父亲哈迈德·本·哈利法·阿勒萨尼在电视演讲中交出权力后成为卡塔尔的埃米尔。

## 政党和选举
卡塔尔曾在2003年举行宪法公民投票，得到绝大多数人民的支持。2007年和2011年分别举行了第一次有男女选民和候选人的市政选举。原计划在2016年举行第一届立法委选举，占立法委三分之二的席位，但選舉最終被推遲至2021年10月進行。
选举权目前仅限于市政选举和立法会的议席三分之二，设定投票年龄为18岁及以上，外籍居民被排除在外，因为他们无法申请公民身份。当选的市政局事实上并没有行政权力，但可以向部长提供意见。

## 人权
卡塔尔政府对于公民的言论自由管控较紧。自由之家在《2015年世界自由度报告》（The Freedom in the World 2015）中将卡塔尔评为“不自由”，在1-7的级别中（1为最自由）将该国政治自由和公民权利分别评为6和7。 截至2014年，由经济学人信息社编制的民主指数将卡塔尔评为“专制国家”，得分为3.18/10，在167个国家中排行136位。截至2021年，卡塔爾民主指数為3.65，為指數設立而來的新高。

## 行政区划
卡塔尔的由7个一级行政区组成，分别是北部区、豪尔、乌姆锡拉勒、戴扬、赖扬、多哈（卡塔尔首都）、沃克拉。每个区政府对其所辖区内市、县承担管理责任。

## 外交
2005年10月10日，卡塔尔于第一次成为联合国安理会非常任理事国，任期两年（2006-2007）。
2006年4月，据BBC报道，卡塔尔宣布，它将给予5000万美元资助为哈马斯领导的巴勒斯坦新政府。哈马斯是伊朗真主党的盟友，被美国和欧盟认定为恐怖组织。
2006年5月，卡塔尔提供了超过1亿美元的援助救助路易斯安那州受到卡特里娜飓风影响的高等院校，其中一些钱也分发新奥尔良公司邻里住房服务的受损房屋的家庭。
2011年，随着阿拉伯之春的到来，卡塔尔被指干涉其他阿拉伯国家的事务，支持叛乱分子、日益激进的伊斯兰教教徒和萨拉菲派。这一政策遭到了海湾邻国如沙特阿拉伯，巴林和阿拉伯联合酋长国的谴责。卡塔尔亦加入了北约在利比亚的行动，包括武装利比亚反对派，并为其提供资金支持的主要提供者。与穆斯林兄弟会关系密切，为反对派提供的资金强烈地赞成利比亚和叙利亚的伊斯兰萨拉菲派势力。
卡塔尔政府拥有国营的半岛电视台。该电视台被指在阿拉伯之春事件中有积极的偏见作用。许多国家抱怨卡塔尔用有偏见的报道来支持该国政策。
对大部分发达国家都有免签政策，被豁免国家的公民也可以要求联合签证，允许他们前往阿曼旅行。
2017年6月，沙特阿拉伯、巴林、埃及、阿联酋、也门、利比亚、马尔代夫、葛摩和毛里塔尼亚等多个阿拉伯国家以卡塔尔支持恐怖主义为由，陆续宣布与其断交。